# Tiêu Tháp Bất Yên
Tiêu hoàng hậu, tên thật là Tiêu Tháp Bất Yên (蕭塔不煙), là hoàng hậu của hoàng đế khai quốc Tây Liêu là Gia Luật Đại Thạch. Gia Luật Đại Thạch mất vào năm 1143, do con trai Gia Luật Di Liệt còn nhỏ, tuân theo di mệnh của Đức Tông, hoàng hậu nhiếp chính, quản lý quốc sự, cải niên hiệu thành Hàm Thanh (咸清). Bà ra lệnh giết chết sứ tiết Niêm Cát Hàn Nô do nhà Kim phái đến. Người Cát La Lộc (Karluk) thường gây rối loạn ở Khách Lạt hãn quốc (Khara-Khanid), do đó bà ra lệnh cho họ phải giao nộp vũ khí đi làm nông ở biên cương phía bắc.
Bảy năm sau đó (1150), hoàng hậu thoái vị, Gia Luật Di Liệt tự mình chấp chính, cải nguyên thành Thiệu Hưng (紹興). Sau khi chết, bà được truy tôn thụy hiệu Cảm Thiên hoàng hậu.